# The Flaming Omen
The Flaming Omen è un film muto del 1917 diretto da William Wolbert.

## Produzione
Il film fu prodotto dalla Vitagraph Company of America.

## Distribuzione
Distribuito dalla Greater Vitagraph (V-L-S-E), il film uscì nelle sale cinematografiche statunitensi il 29 ottobre 1917.
Non si conoscono copie ancora esistenti della pellicola che viene considerata presumibilmente perduta.